# Vigilante (videojuego)
Vigilante (ビジランテ?) es un videojuego de lucha sidescroll publicado en 1988 por Irem en Japón y por Data East en Estados Unidos. El juego es considerado como una secuela de Kung Fu Master, un videojuego anterior de Irem. Originalmente fue publicado como arcade, pero luego aparecieron versiones para las plataformas Sega Master System, Commodore 64, Amstrad CPC, ZX Spectrum y PC Engine. El 5 de febrero de 2007 fue lanzado para la Consola Virtual (el 9 de febrero en Europa), pero fue eliminado el 30 de marzo de 2012 (el 31 de marzo en Europa). Regresó a la Consola Virtual en septiembre de 2013.

## Mecánica de juego
El protagonista principal es un solitario que decide hacer justicia por mano propia combatiendo a un grupo de pandilleros conocidos como los cabezas rapadas, buscando proteger su territorio y rescatar a su novia Madonna que fue secuestrada por ellos.
El estilo de juego es igual de Kung-Fu Master, en el que el protagonista se vale de puñetazos y
patadas para vencer a sus oponentes. Ocasionalmente puede usar un nunchaku como arma o un cuchillo.

## Diferencias entre versiones
La mujer secuestrada fue renombrada Maria y los Skinheads, Rogues, en la versión para Sega Master System.